# Neptosternus pederzanii
Neptosternus pederzanii är en skalbaggsart som beskrevs av Bilardo och Rocchi 2010. Neptosternus pederzanii ingår i släktet Neptosternus och familjen dykare. Inga underarter finns listade i Catalogue of Life.